# Économie du Malawi
L'économie du Malawi, dont le produit intérieur brut (PIB) s'élevait à 7,522 milliards de dollars en 2019, est essentiellement agricole, environ 80 % de la population vivant en zone rurale. Ce pays enclavé d'Afrique centrale et méridionale figure parmi les pays les moins avancés et les plus pauvres du monde. Environ 50 % de la population vit sous le seuil de pauvreté national, dont 25 % dans l'extrême pauvreté.
En 2017, l'agriculture représentait environ un tiers du PIB et environ 80 % des recettes d'exportation. L'économie dépend des apports substantiels d'aide économique du FMI, de la Banque mondiale et de différents pays donateurs. Le FMI et la Banque mondiale mènent des réformes structurelles au Malawi depuis des décennies.

## Contexte macro-économique
Le Malawi connaît de très graves problèmes économiques, situation aggravée par une corruption étatique générale, comme le montre l'affaire du cashgate,. Il fait néanmoins partie des pays les plus efficaces, comparativement à ses homologues « pauvres en ressources », quant à la collecte de l'impôt. La dépendance de l'économie à l'agriculture (75 % des exportations du Malawi sont le fait de trois produits seulement,), et particulièrement à la culture du tabac, rend le pays très sensible aux variations climatiques, lesquelles peuvent aller jusqu'à causer des difficultés alimentaires à la population à cause de ses effets sur la quantité de production du maïs, destinée à la consommation intérieure et sur le prix des données alimentaires.
Malgré une tendance globale à la hausse en termes de croissance économique depuis les années 1980, le Malawi reste l'un des pays les plus pauvres de la planète (169e pays sur 191 selon l'indice de développement humain du Programme des Nations unies pour le développement) et dont les trois quarts de la population vit en dessous du seuil de pauvreté. Cette situation fait que le Malawi bénéficie de l’initiative en faveur des pays pauvres très endettés (PPTE renforcée),, et est fortement dépendant de l'aide extérieure qui représente une proportion significative du PIB national (près d'un tiers) et 40 % du budget de l'État.,

## Secteur primaire

### Agriculture

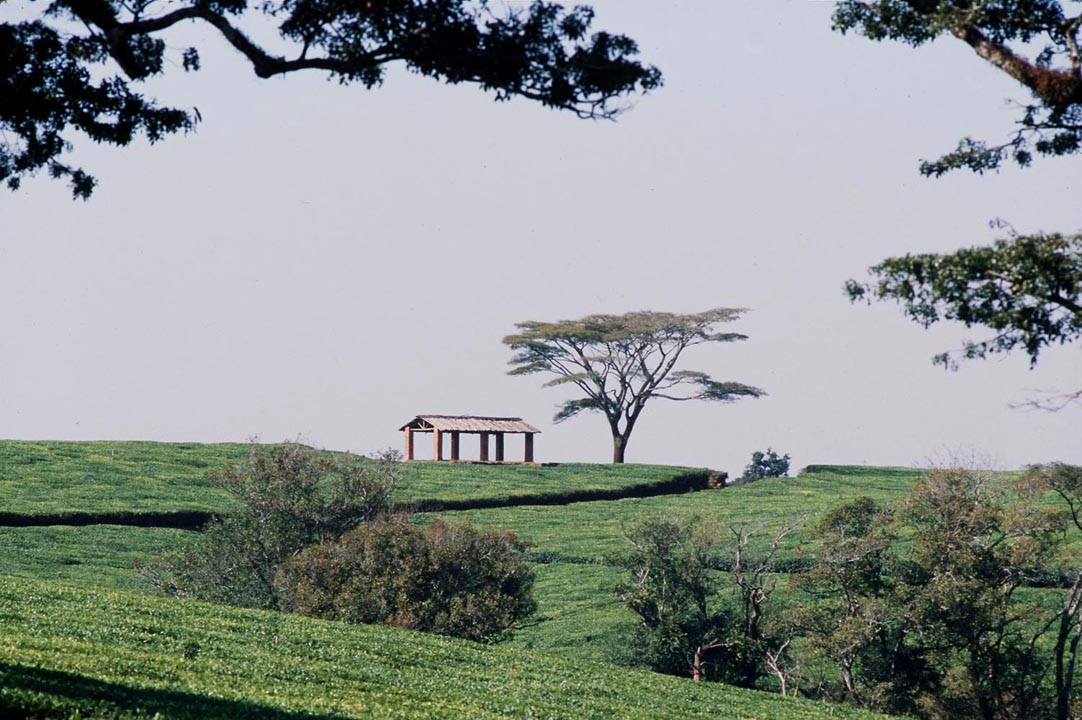
Une plantation de thé au Malawi.

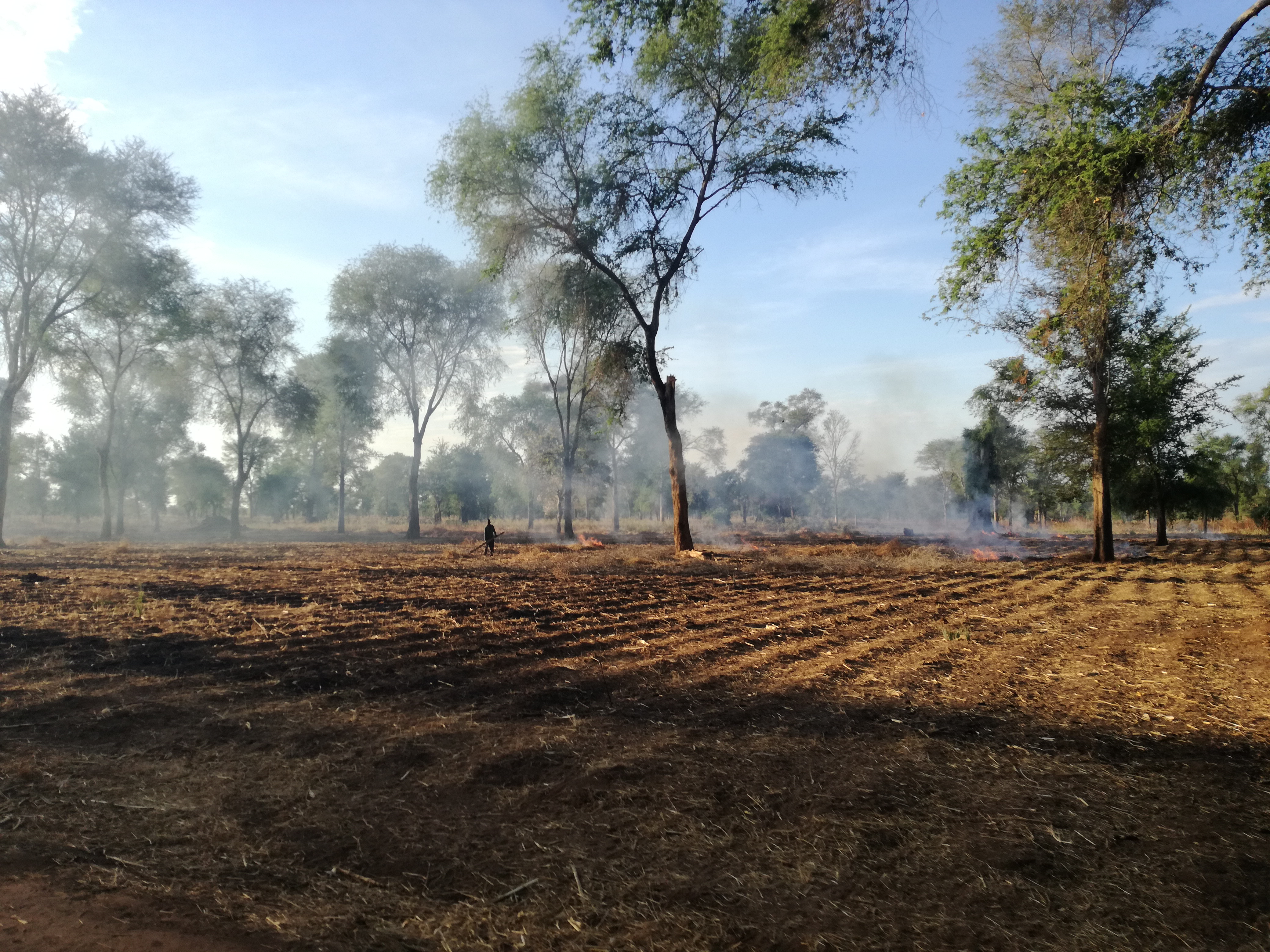
Agriculture sur brûlis.

Le pays produit du tabac (deuxième producteur africain), sa principale recette d'exportation,,
Le pays dépend également fortement du thé, de la canne à sucre et du café, ces trois cultures, ainsi que le tabac, représentant plus de 90 % des recettes d'exportation du Malawi. Le thé a été introduit en 1878. Il est principalement cultivé à Mulanje et Thyolo. Les autres cultures comprennent le coton, le maïs, les pommes de terre, le sorgho, ainsi que l'élevage bovin et caprin. La transformation du tabac et du sucre sont des industries secondaires importantes.
Suivent le coton (mais la production est cependant en train de s'effrondrer au Malawi et, plus globalement, en Afrique de l'Est) et l'éthanol,.
Le Malawi est traditionnellement autosuffisant pour son aliment de base, le maïs, et, dans les années 1980, il en exportait d'importantes quantités vers ses voisins frappés par la sécheresse. Près de 90 % de la population pratique l'agriculture de subsistance. Les petits exploitants agricoles produisent diverses cultures, notamment le maïs, les haricots, le riz, le manioc, le tabac et l'arachide. La richesse financière est généralement concentrée entre les mains d'une petite élite. Les industries manufacturières du Malawi sont concentrées autour de la ville de Blantyre.,.

### Pêche

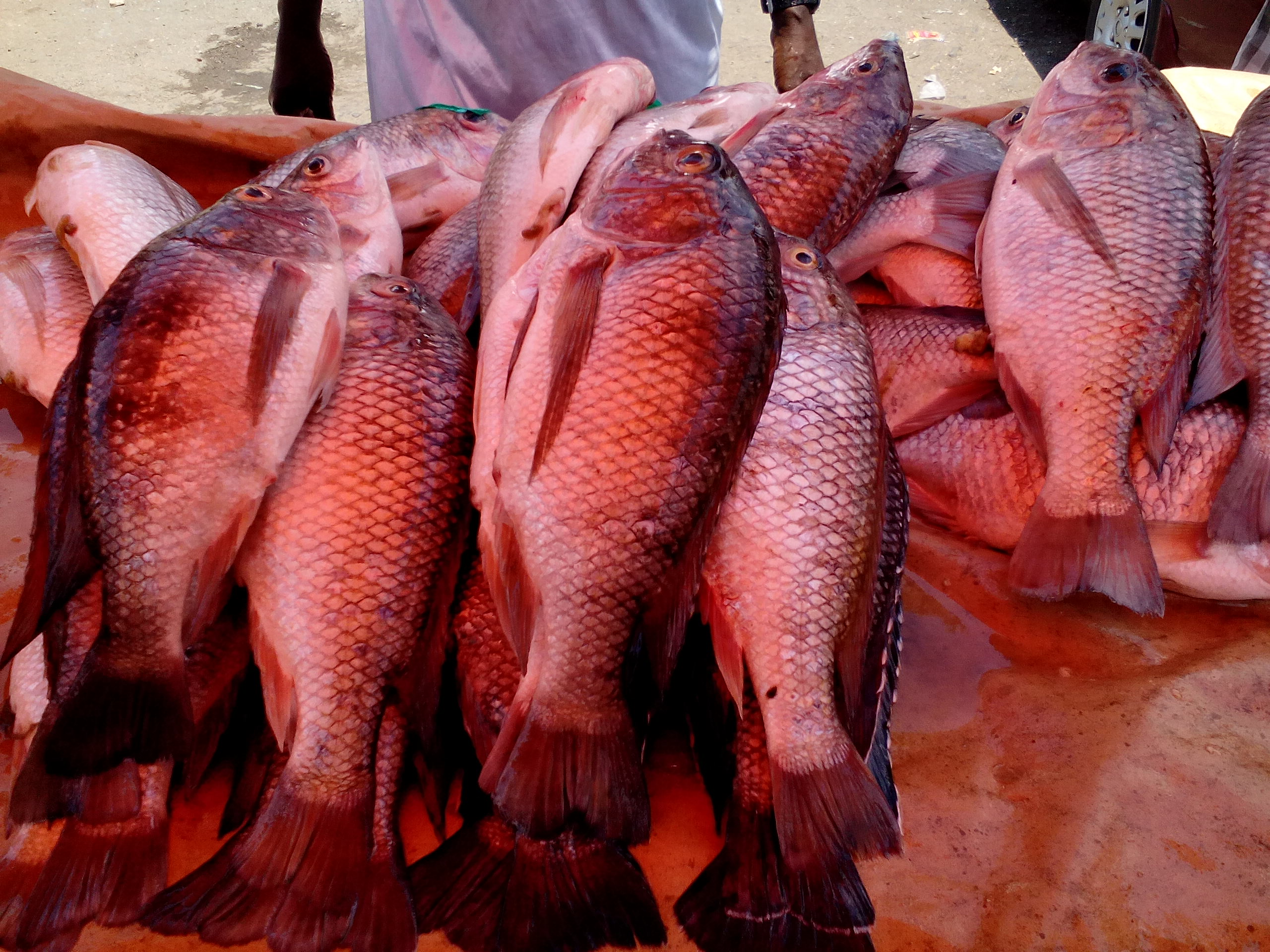
Tilapias du lac Malawi.

La contribution de la pêche au PIB est relativement faible comparée celle de l'agriculture mais elle occupe néanmoins un rôle important. C'est une importante source d'emplois qui occupe près de 35 000 personnes et en fait vivre deux millions grâce aux activités annexes. La production de poisson est d'environ 60 000 tonnes par an dont 85 % à 90 % proviennent des pêcheurs artisanaux, contre 10 à 15 % pour les pêcheries industrielles et semi-industrielles.
La production de poisson provient pour environ 50 % du lac Malawi. Le reste provient des lacs Chilwa (2 500 km2), Chiuta (200 km2) et Malombe (390 km2). Le milieu aquatique du Malawi possède une très grande diversité de poissons (500 à 1 000 espèces différentes). Les principaux groupes de poissons présents dans le lac Malawi sont les tilapias, les oreochromis, les haplochronis et les lethrinops tandis que, dans le lac Chiuta, on trouvera plutôt des barbus et des clarias tilapias.
La quasi-totalité des captures est destinée à la consommation locale. La population consomme entre 6 et 7 kg de poisson par an et par personne. Le poisson fournit 75 % de l'apport total en protéines animales.

## Secteur tertiaire

### Électricité
Le Malawi est l'unique fournisseur d'électricité du pays, la Commission d'approvisionnement en électricité du Malawi (ESCOM), une entreprise publique. Elle produit la quasi-totalité de son électricité à partir de centrales hydroélectriques situées le long du fleuve Shire. La puissance installée est d'environ 351 MW. Selon les chiffres de la Banque mondiale de 2014, environ 12 % de la population du pays a accès à l'électricité.
Le pays subit des coupures de courant intermittentes en raison d'une sécheresse persistante qui a réduit de moitié la production d'électricité, le niveau du fleuve Shire ayant considérablement baissé. Le fleuve produit habituellement 300 MW d'électricité, soit 98 % de l'approvisionnement total du Malawi. Cependant, la sécheresse a réduit cette capacité à 160 MW, selon l'ESCOM.

### Tourisme

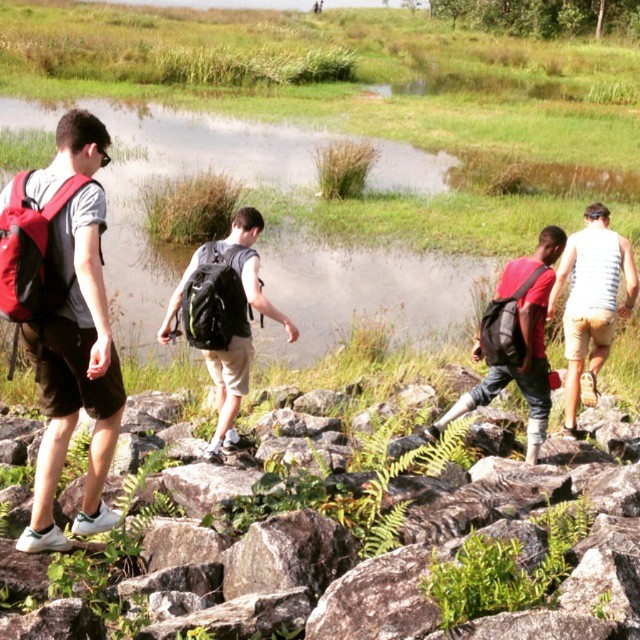
Guide local accompagnant un groupe de touristes.

En forte croissance, le tourisme constitue l'une des priorités gouvernementales en matière de développement économique. Quoique relativement peu développé, le secteur représentait, en 2016, 3,4 % du PIB. Le pays dispose d'un important potentiel, mais une amélioration des infrastructures, la préservation de l'héritage naturel et culturel, la création de petites et moyennes entreprises sont nécessaires à son développement. Le tourisme concerne essentiellement les zones rurales du pays, ce qui est un facteur bénéfique pour ces régions où vivent les personnes les plus pauvres. Le lac Malawi est la destination touristique principale. Le pays propose essentiellement un tourisme culturel, centré autour de ses paysages, sa culture et l'observation ornithologique notamment,,.